# 陳柏融
陳子胤（陳柏融）（1984年12月18日—），台灣演員，出道前因家境貧窮當過工人及幕後工作人員等臨時工作。
2014年10月10日宣佈改回原名陳柏融，前女友为张予曦倆人於2019年8月19日分手。

## 演出作品

### 電視劇
| 年份 | 戲劇名稱              | 角色           | 備註                       |
| 2012 | 智勝鮮師              | 路子毅（阿虎） |                            |
| 2013 | 幸福的麵條            | 藤原浩         |                            |
| 2013 | 兩個爸爸              | 李律師         | 第51集出現                 |
| 2014 | 徵婚啟事              | 婚紗店店員     | 第9集出現                  |
| 2015 | 哇！陳怡君            | 夏志傑         | 特別演出                   |
| 2016 | 親愛的，公主病        | 鄭楚曜         | 網路劇                     |
| 2017 | 校花前傳之很純很曖昧  | 李博亮         | 網路劇                     |
| 2017 | 深夜食堂 (亞洲華語版) | 張軒           |                            |
| 2018 | 二次覺醒              | 陳英杰         | 網路劇                     |
| 2019 | 惹不起的殿下大人      | 涂思成         | 網路劇                     |
| 2021 | 羅密歐方程式          | 林浩英         | 網路劇                     |
| 2021 | 指尖少年              | 龍子澈/龍太子  | 2017年拍攝                 |
| 2022 | 侍酒令                | 浮羽           | 網路短劇                   |
| 2023 | 神隱                  | 冥起           | 網路劇                     |
| 2024 | 怪奇筆記              | 帥哥阿城       | 網路短劇，單元《蛻壳》     |
| 2024 | 怪奇筆記              | 文生           | 網路短劇，單元《雨幕》     |
| 2024 | 怪奇筆記              | 阿超           | 網路短劇，單元《未來快遞》 |
| 2024 | 怪奇筆記              | 聶軒           | 網路短劇，單元《容器》     |
| 2025 | 開畫！少女漫          | 錢野           | 網路劇，2021年拍攝         |
| 2025 | 凡人修仙傳            | 宣樂           | 網路劇                     |
| 待播 | 大鼻子情聖            | 萧一儒         |                            |
| 待播 | 胭脂泪                | 余十安           | 網路劇                     |

### 電影
| 上映年份 | 名稱             | 角色   |
| 2019     | 一吻定情         | 阿金   |
| 2022     | 畫皮（網絡電影） | 王懷卿 |
| 2025     | 尋找1999的月老   |        |

### MV
| 年份   | 演唱者       | 歌曲           | 性質   |
| 2012年 | 太妃堂TOFFEE | 斷             | 男主角 |
| 2012年 | 郭靜         | 我們都能幸福著 | 男主角 |
| 2013年 | 葉穎         | 愛情門徒       | 男主角 |
| 2013年 | 陳妍希       | 方向           | 男主角 |
| 2013年 | By2          | 不哭了         | 男主角 |
| 2014年 | 李千娜       | 愛到站了       | 男主角 |
| 2014年 | 蕭亞軒       | 浪漫來襲       | 男主角 |
| 2015年 | 古巨基       | 何必打擾       | 男主角 |

微電影
- 2013年9月29日：【愛的下一站 （页面存档备份，存于）】（飾陽光）（第一男主角）

## 音樂作品
- 2012年：陳子胤 ~ 就在不遠方（『智勝鮮師』插曲） （页面存档备份，存于）
- 2013年：陳子胤 ~ 轉身（『璀璨人生』插曲） （页面存档备份，存于）

## 娛樂新聞
- 《智勝鮮師》固執男陳子胤「放鳥」 氣炸林舒語邵雨薇萬瑋喬 （页面存档备份，存于）《中視全球資訊網》2012年10月4日
- 張勛傑夜半瘋籃球 拖師弟磨球技 （页面存档备份，存于）《自由時報》2013年5月3日
- 明星娃娃臉／陳子胤看片偷買學生票　妄想有成熟老臉 （页面存档备份，存于）《奇摩名人娛樂》2013年11月15日

## 外部連結
- 陳柏融的Facebook專頁
- 陳柏融Kenji的新浪微博
- 陳柏融_Kenji的新浪微博